# Râul Ciucurul Orbului
Râul Ciucurul Orbului este un curs de apă, afluent al râului Izvorul Călugărului. 

## Hărți
- Harta Județului Buzăului